# Chèque Reka
Le chèque Reka est un moyen de paiement utilisé en Suisse pour les vacances, les loisirs et les voyages. Il est émis et contrôlé par la Caisse suisse de voyage depuis 1939. En 2013, ces chèques sont acceptés dans plus de 8 700 points de vente dans les domaines des loisirs et des vacances. Leur succès (deuxième monnaie la plus utilisée en Suisse) est dû au fait que les acheteurs peuvent bénéficier de rabais allant de 3 % à 20 % sur les services proposés par les points de vente.

## Histoire
En 1939, alors que les Suisses commencent à obtenir le droit aux vacances, les patronats, les syndicats et les milieux touristiques créent la Caisse suisse de voyage pour aider les employés à financer leurs vacances. Cette caisse, dès sa création, met en circulation le chèque Reka qui est une monnaie au rabais utilisable uniquement pour payer des vacances ou des loisirs.
L'identité visuelle des chèques Reka change plusieurs fois depuis leur création, notamment en 1966 et en 2000. La série en circulation au début du XXIe siècle comporte, tout comme les vrais billets de banque, un signet pour aveugle, un numéro de sécurité et un hologramme. Les chèques de cette série se déclinent en coupures de 10 et 50 francs suisses,.
En 2003, quelque 850 000 ménages suisses, soit près de 2 millions de personnes, utilisent les chèques Reka pour payer divers moyens de transport, loisirs et vacances. Grâce à cette popularité, le chiffre d'affaires des chèques Reka passe le cap du demi-milliard de francs la même année.
En 2013, les chèques Reka sont acceptés dans plus de 8 700 points de vente.

## Fonctionnement
Les chèques Reka sont vendus par certains employeurs suisses à leur personnel. Parmi ces employeurs, se trouvent sept des dix plus grandes entreprises suisses soit : La Poste, Coop, UBS, Credit Suisse Group, Novartis, Groupe Manor et Swatch Group. Le chèque d'une valeur de 100 francs est vendu entre 80 et 97 francs par les entreprises. Il est également possible de se procurer des chèques Reka en tant que client de la Coop.
Lorsque l'employé fait valoir ses chèques dans les points de vente, ils sont encaissés à leur valeur nominale. Ils permettent alors une économie de 3 % à 20 % sur les services achetés.